# さばのにわとり
さばの にわとりは、日本の漫画家。本名義では成人向け漫画を執筆している。

## 概要
2007年、「いつも二人で」で『COMIC天魔』2007年6月号（茜新社）より商業誌デビュー。翌年秋より『COMIC RIN』にて活動する。また「小林徹郎」名義で一般誌『まんがタイムきららMAX』（芳文社）でも執筆する。同人サークル「夢のニワトリ小屋」主宰。

## 作品リスト

### 単行本

#### 一般向け作品
- 『SUNNY SIDE UP.』 2010年 - 2011年、芳文社〈まんがタイムKRコミックス〉、全1巻
- 『勇者リンの伝説』 2014年、原作：琴平稜、KADOKAWA〈ドラゴンコミックスエイジ〉、既刊1巻

#### 成年向け作品
- 『マカレル☆ちっきん』 2010年6月18日発行[2]、茜新社〈TENMACOMICS RIN〉、ISBN 978-4-86349-160-1

### 単行本未収録作品
- COMIC天魔（茜新社）
  - 気づいてMy Brother（2007年8月号）[1]
  - 一日パパさん（2008年2月号）[3]
- COMIC RIN（茜新社）
  - みんなアイドル!（2009年9, 10、2011年3, 8, 11、2012年1, 4月号）[4][5][6][7]